# إدموند كوفين
إدموند كوفين (بالإنجليزية: Edmund Coffin) هو متسابق الحدث أمريكي، ولد في 9 مايو 1955 في توليدو في الولايات المتحدة.

## وصلات خارجية
- إدموند كوفين على موقع أوليمبيديا (الإنجليزية)
- إدموند كوفين على موقع قاعة فيرمونت للمشاهير الرياضية (الإنجليزية)